# NUT (스튜디오)

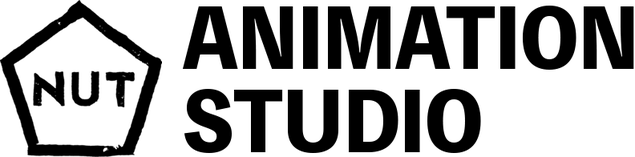

NUT(너트, 일본어: 株式会社ナット, 주식회사너트)는 2017년 설립된 일본의 애니메이션 제작사이다.

## 작품

### 텔레비전
- 유녀전기
- 데카당스 (애니메이션)
- 프리크리
- 유녀전기

### 영화
- 블루 자이언트